# Ascoli Calcio 1898 FC
O Ascoli Calcio 1898 FC (anteriormente Ascoli Calcio 1898 e Ascoli Picchio F.C. 1898) é um clube italiano de futebol da cidade de Ascoli Piceno que atualmente milita na Serie C, a terceira divisão da Itália.

## Títulos
- Serie B: 1977–78 e 1985–86
- Supercoppa di Lega Pro: 2001–02
- Serie C: 1971–72, 2001-02
- Torneo di Capodanno: 1981
- The Red Leaf Cup: 1980